# Racing Club Hades Hasselt
Maillots
Actualités
Dernière mise à jour : 6 août 2018.
Le Racing Club Hades Hasselt est un club de football belge basé dans le village de Kiewit, dans la province de Limbourg. Le club est fondé en 1968 et porte le matricule 8721. Les couleurs du club sont le vert et le blanc. Il évolue en Division 2 Amateur lors de la saison 2018-2019, ce qui constitue sa 6e saison jouée dans les divisions nationales.

## Histoire
Durant les années 1960, les associations sportives et de jeunesse de Kiewit, d'inspiration catholique, ne répondent plus aux attentes de leurs affiliés. Ainsi, une nouvelle association est fondée en 1965, totalement indépendante, nommée « Den Uil » (la chouette en néerlandais). Deux ans plus tard, le club est renommé simplement Hades, en référence à Hadès, le dieu des enfers dans la mythologie grecque. L'équipe de football est créée en 1968, suivie d'une équipe de basket-ball en 1972, puis de volley-ball et de handball en 1975.
Après avoir disputé quelques rencontres amicales durant ses premières années d'existence, le club de football s'affilie en 1970 à la Koninklijke Belgische Liefhebbersvoetbalbond, une ligue régionale amateure. Le club prend alors le nom de Racing Club Hades et choisit les couleurs vert et blanc de la ville d'Hasselt. Le club progresse sportivement et remporte plusieurs fois le championnat de la ligue. Des infrastructures sont également construites autour du terrain durant les années 1970.
En 1980, le club s'affilie à l'Union Belge et reçoit le matricule 8721. L'équipe est versée en quatrième provinciale, le plus bas niveau hiérarchique du football belge. Dès sa deuxième saison, il remporte le titre dans sa série et monte en troisième provinciale, où il joue deux ans avant de redescendre. Le club termine la décennie en « P4 » et parvient à remonter en « P3 » en 1990. Deux ans plus tard, le club décroche le titre et monte en deuxième provinciale. En 1996, il remporte le tour final et accède à la première provinciale. Malheureusement, malgré une douzième place finale, le club doit redescendre d'un niveau après une seule saison à cause du nombre de clubs limbourgeois relégués depuis la Promotion.
Le RC Hades vise une remontée rapide parmi l'élite provinciale mais échoue trois fois vice-champion en quatre ans. Finalement, le club remonte en « P1 » en 2001 et y reste quelques saisons avant de redescendre au niveau inférieur. Après plusieurs échecs au tour final, l'équipe décroche le titre dans sa série en 2009 et revient en première provinciale. Le club termine deuxième en 2010 et 2011 mais est ensuite battu à chaque fois lors du tour final. Enfin, il remporte le titre provincial en 2013 et est ainsi promu pour la première fois en Promotion, le quatrième niveau national belge.
Pour sa première saison au niveau national, le RC Hades fait mieux que se défendre et lutte pour le titre jusqu'au bout. Il termine finalement deuxième, devancé de trois points par le KVK Tirlemont, qui comptait néanmoins une pénalité de neuf points. Il participe au tour final pour la montée en Division 3 mais est battu dès le premier tour par l'Esperanza Neerpelt. L'année suivante, le club termine troisième et dispute à nouveau le tour final mais ne parvient pas non plus à franchir le premier tour, éliminé par Wijgmaal. La troisième sera la bonne pour le club, qui domine sa série durant la saison 2015-2016 et décroche haut la main le titre de champion, avec neuf points d'avance sur son dauphin. Ce titre ne lui permet cependant que de rester au quatrième niveau national, qui devient la Division 2 Amateur à la suite de la réforme du football national décidé pour la saison suivante. Un an plus tard, le club adapte son appellation officielle et devient le Racing Club Hades Hasselt.

## Résultats dans les divisions nationales
Statistiques mises à jour le 9 décembre 2024 (terme de la saison 2023-2024)

### Palmarès
- 1 fois champion de Belgique de Promotion en 2016.

### Bilan
| Niv | Divisions     | Jouées | Titres | TM Up | TM Down |
| --- | ------------- | ------ | ------ | ----- | ------- |
| I   | 1re nationale | 0      | 0      |       |         |
| II  | 2e nationale  | 0      | 0      |       |         |
| III | 3e nationale  | 0      | 0      |       |         |
| IV  | 4e nationale  | 11     | 1      | 2     |         |
| V   | 5e nationale  | 0      | 0      |       |         |
|     |               |        |        |       |         |
|     | TOTAUX        | 11     | 1      | 2     | 0       |

- TM Up : test-match pour départager des égalités, ou toutes formes de Barrages ou de Tour final pour une montée éventuelle.
- TM Down : test-match pour départager des égalités, ou toutes formes de Barrages ou de Tour final pour le maintien.

### Classement saison par saison
| Ordre | Saison  | Nom du club | Niveau                         | Classement final | Remarques                            |
| ----- | ------- | ----------- | ------------------------------ | ---------------- | ------------------------------------ |
| 1     | 2013-14 | RC Hades    | Promotion (D4) série C         | 2e/16            | Tour final                           |
| 2     | 2014-15 | RC Hades    | Promotion (D4) série C         | 3e/16            | Tour final                           |
| 3     | 2015-16 | RC Hades    | Promotion (D4) série C         | 1er/16           | Champion                             |
| 4     | 2016-17 | RC Hades    | Division 2 Amateur VFV série B | 9e/16            |                                      |
| 5     | 2017-18 | RC Hades    | Division 2 Amateur VFV série B | 7e/16            |                                      |
| 6     | 2018-19 | RC Hades    | Division 2 Amateur VFV série B | 6e/16            |                                      |
| 7     | 2019-20 | RC Hades    | Division 2 Amateur VFV série B | 5e/16            |                                      |
| 8     | 2020-21 | RC Hades    | Nationale 2 VV série B         | N/A              | saison annulée en raison du Covid-19 |
| 9     | 2021-22 | RC Hades    | Nationale 2 VV série B         | 13e/16           |                                      |
| 10    | 2022-23 | RC Hades    | Nationale 2 VV série B         | 2e/18            |                                      |
| 11    | 2023-24 | RC Hades    | Nationale 2 VV série B         | 14e/18           |                                      |
| 12    | 2024-25 | RC Hades    | Nationale 2 VV série B         | ... /16          |                                      |